# 7è Festival Internacional de Cinema de Berlín

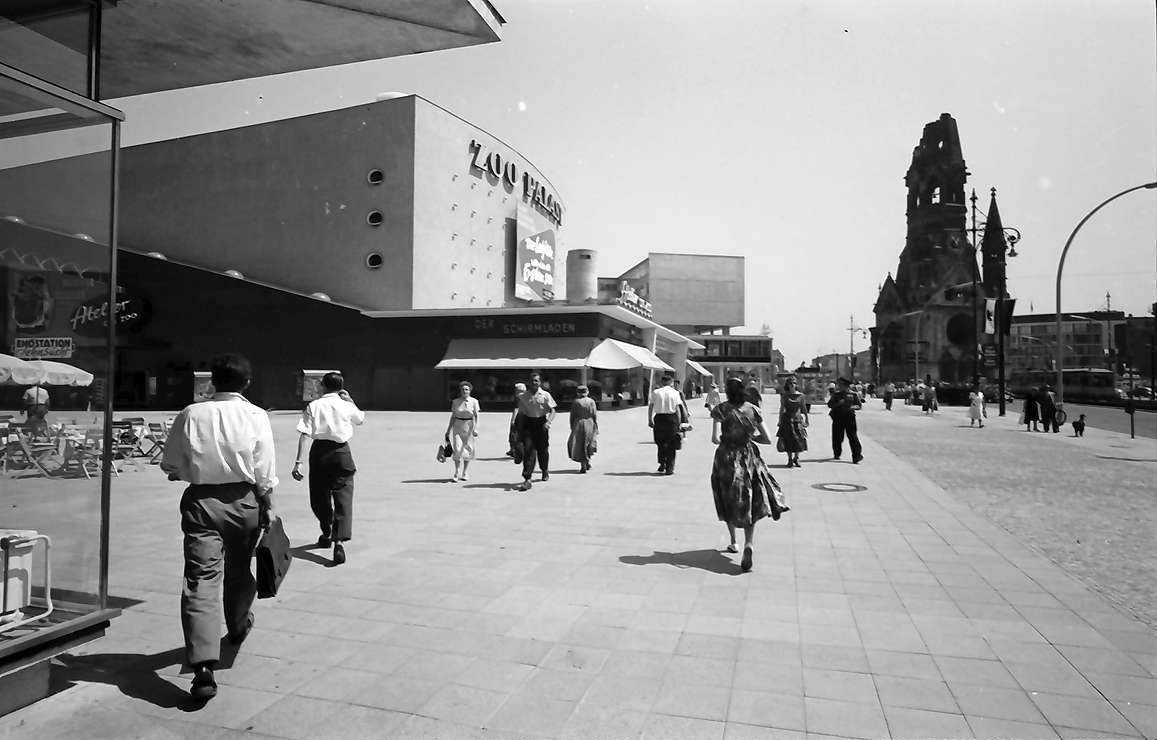
El Zoo Palast a la Hardenbergstraße, seu principal de la Berlinale del 1957 al 1999.

El 7è Festival Internacional de Cinema de Berlín va tenir lloc entre el 21 de juny i el 2 de juliol de 1957. La Federació Internacional de la Premsa Cinematogràfica va atorgar per primer cop els Premis FIPRESCI. L'Os d'Or fou atorgat a la pel·lícula estatunidenca Dotze homes sense pietat dirigida per Sidney Lumet.

## Jurat
Les següents persones van ser anunciades com a jurats per al festival:
- Jay Carmody (president)
- Jean de Baroncelli
- John Sutro
- Dalpathal Kothari
- Fernaldo Di Giammatteo
- Bunzaburo Hayashi
- Miguel Alemán hijo
- Thorsten Eklann
- José María Escudero
- Edmund Luft
- Ernst Schröder

## Pel·lícules en competició
Les següents pel·lícules van competir per a l'Os d'Or i l'Os de Plata:
| Títol                                           | Director(s)          | Director        |
| ----------------------------------------------- | -------------------- | --------------- |
| Dotze homes sense pietat                        | Sidney Lumet         | Estats Units    |
| 1918                                            | T. J. Särkkä         | Finlàndia       |
| Amanecer en Puerta Oscura                       | José María Forqué    | Espanya         |
| Arashi                                          | Hiroshi Inagaki      | Japó            |
| Brahim                                          | Jean Flechet         | França          |
| Die Letzten werden die Ersten sein              | Rolf Hansen          | Alemanya        |
| El fatawa                                       | Salah Abu Seif       | Egipte          |
| El hombre señalado                              | Francis Lauric       | Argentina       |
| Felicidad                                       | Alfonso Corona Blake | Mèxic           |
| Hang Tuah                                       | Phani Majumdar       | Malàisia        |
| Ingen tid til kærtegn                           | Annelise Hovmand     | Dinamarca       |
| Jonas                                           | Ottomar Domnick      | Alemanya        |
| 1000 Kleine Zeichen                             | Herbert Seggelke     | Alemanya        |
| Secrets Of Life                                 | James Algar          | Estats Units    |
| Kabuliwala                                      | Tapan Sinha          | Índia           |
| L'homme à l'imperméable                         | Julien Duvivier      | França          |
| La finestra sul Luna Park                       | Luigi Comencini      | Itàlia          |
| Les aventures d'Arsène Lupin                    | Jacques Becker       | França          |
| Manuela                                         | Guy Hamilton         | Regne Unit      |
| Nije bilo uzalud                                | Nikola Tanhofer      | Croàcia         |
| Padri e figli                                   | Mario Monicelli      | Itàlia          |
| La noia de Corfú (Protevousianikes peripeteies) | Yannis Petropoulakis | Grècia          |
| Sait-on jamais...                               | Roger Vadim          | França          |
| Sista paret ut                                  | Alf Sjöberg          | Suècia          |
| Stevnemøte med glemte år                        | Jon Lennart Mjøen    | Noruega         |
| The Spanish Gardener                            | Philip Leacock       | Regne Unit      |
| The Teahouse of the August Moon                 | Daniel Mann          | Estats Units    |
| The Wayward Bus                                 | Victor Vicas         | Estats Units    |
| Tizoc                                           | Ismael Rodríguez     | Mèxic           |
| La Vall de l'ànima perduda (Wang hun gu)        | Chun Yen             | R.P. de la Xina |
| Woman in a Dressing Gown                        | J. Lee Thompson      | Regne Unit      |

## Premis

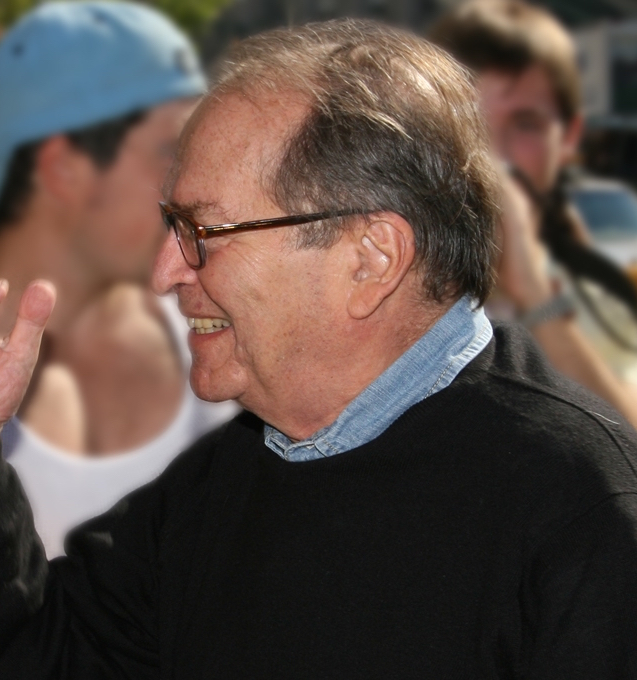
Sidney Lumet,guanyador de l'Os d'Or de l'edició.

Els premis atorgats pel jurat foren:
- Os d'Or: Dotze homes sense pietat per Sidney Lumet
- Os de Plata a la millor direcció: Mario Monicelli per Padri e figli
- Os de Plata a la millor interpretació femenina: Yvonne Mitchell per Woman in a Dressing Gown
- Os de Plata a la millor interpretació masculina: Pedro Infante per Tizoc
- Os de Plata Premi Extraordinari del Jurat: Amanecer en puerta oscura de José María Forqué
- Os de Plata Premi Extraordinari del Jurat: Kabuliwala de Tapan Sinha
- Premi FIPRESCI
  - Woman in a Dressing Gown de J. Lee Thompson
  - Menció honorífica: Be Dear to Me de Annelise Hovmand
- Premi OCIC 
  - Dotze homes sense pietat de Sidney Lumet
  - Menció especial: Woman in a Dressing Gown de J. Lee Thompson